# Snorri Þorfinnsson
Snorri Þorfinnsson (Snorri Thorfinnsson) was het eerste Europese kind dat op Noord-Amerikaans grondgebied, waarschijnlijk op Newfoundland bij het huidige plaatsje L'Anse aux Meadows, werd geboren. Zijn ouders waren de IJslandse Þorfinnur Karlsefni en Guðríður Þorbjarnardóttir.
In de IJslandse saga van Erik de Rode en de saga van de Groenlanders wordt hier uitgebreid over verhaald. Omdat de kolonisten door de inheemse bevolking, de skrælingen, werden aangevallen, zagen ze zich genoodzaakt om zich naar hun oorspronkelijke woonoord op Groenland terug te trekken. De skrælingen beschouwden de IJslanders als "boze geesten", althans in hun denkwereld en indringers van hun leefwereld. De Vikingnederzetting werd na enige tijd verlaten en voorgoed achtergelaten.
Uiteindelijk vergat men in de late middeleeuwen dat er ten westen van Groenland nog land lag. Christoffel Columbus heeft in 1492 mogelijk een vermoeden gehad dat er nog land achter de horizon lag, voorbij Groenland. Dit onherbergzame ijscontinent dat alleen in het zuiden dunbevolkt was, was in de 15e eeuw eigenlijk al een vergeten continent.